# ベトナム人
ベトナム人（ベトナムじん）とは、ベトナム社会主義共和国の国籍を持つ人（ベトナム語：Công dân Việt Nam / 公民越南）、またはベトナム人口の80%強を占める民族。

## ベトナム人（国民）
ベトナムの総人口は、現在（2019年4月）は9,620万8,984人であり、総人口の約85.3%はキン族（người Kinh）出身者であり、約8200万人いる。このほか海外に在住する国籍放棄者に対しても、政府は越僑（Việt Kiều）という枠組みを設定して「外国人」とは別の扱いをしている。

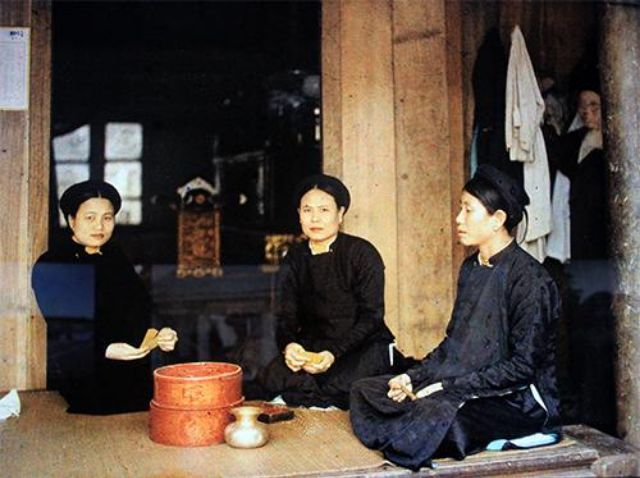
富裕層の女性たち。1910年代
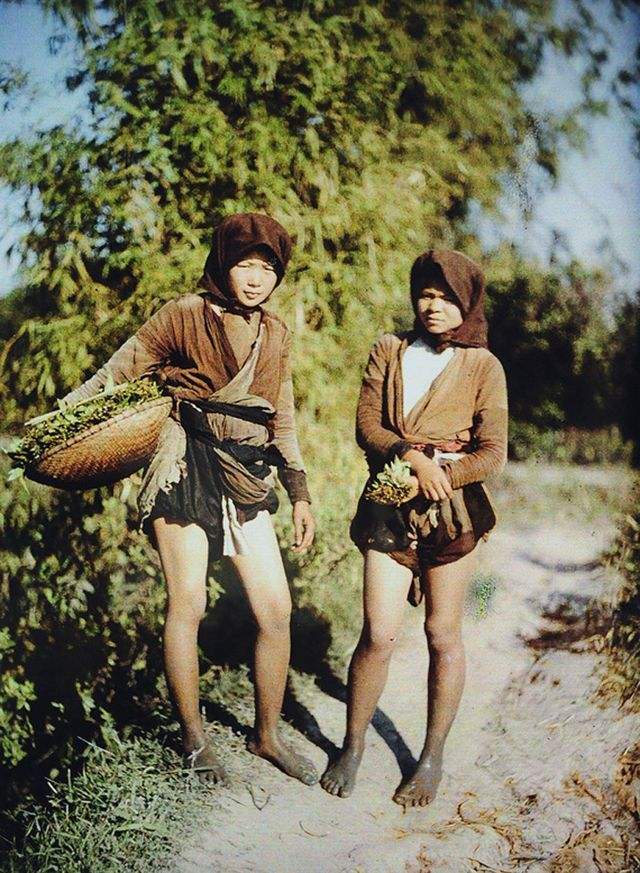
田舎の女性。1910年代
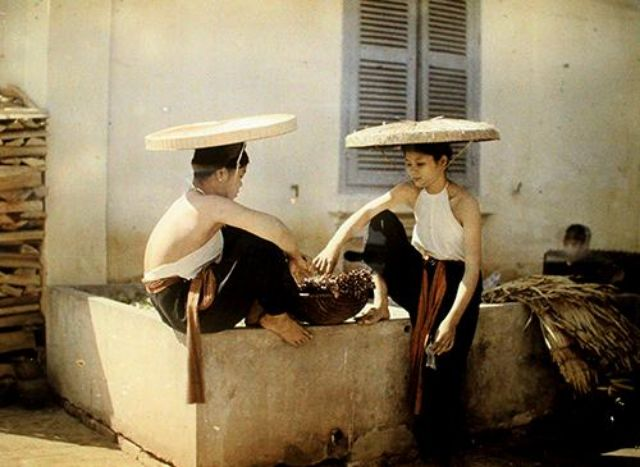
伝統的な衣装と帽子の女性。1910年代

## キン族
民族としてのベトナム人は、キン族と呼ばれており、ベトナムの総人口の80%強を占める。他に同系の民族が中国、タイ、ラオス、カンボジアなどの隣国を始め、アメリカ合衆国、カナダなどの北アメリカ、アジア系移民の受け入れに積極的なオーストラリアにも分布しているほか、植民地支配を受けたフランス、社会主義時代に労働移出された東ドイツなどの東欧、ロシアにも多くの移住者が生活している。日本や韓国などに出稼ぎへ出る者も多い。近年は台湾に渡って台湾人男性と結婚する越南新婦が急増しており、社会問題になっている。